# Legio XV Primigenia
La Legio XV Primigenia (litt : la XVe légion initiale ou originelle – En fait, « Primigenia » fait référence à la déesse Fortuna primigenia, déesse favorite des empereurs Claude et Caligula) était une légion  de l’armée romaine dont la brève existence de 39 à 70 apr. J.-C. se déroula dans la province romaine de Germanie. 
Créée en même temps que la Legio XXII Primigenia en 39 apr. J.-C. par l’empereur Caligula, elle devait renforcer les autres légions en vue de la campagne qu’il entreprit le même automne au-delà du Rhin, après quoi elle fut stationnée à Mogontiacum où elle resta quatre ans. Par la suite, elle alla remplacer la Legio XXI Rapax à Castra Vetera dont elle partagea le camp avec la Legio V Alaudae. Vers la fin du règne de Néron, elle décida de rester fidèle à l’empereur et participa à la défaite de l’un des usurpateurs potentiels, Vindex. Après le suicide de Néron, la légion appuya le commandant en chef des forces de Germanie, Vitellius. Mais au cours de la guerre civile qui opposa Vitellius à Vespasien pendant l’Année des quatre empereurs,  elle se trouva assiégée dans Castra Vetera par le commandant des forces bataves en révolte contre Rome, Julius Civilis. Après un long siège, les deux légions qui occupaient le camp durent se rendre. Civilis promit la vie sauve aux légionnaires qui quittèrent alors le camp, mais tombèrent quelques kilomètres plus loin dans une embuscade tendues par les Germains. Les légionnaires qui ne furent pas massacrés ou emmenés en esclavage retournèrent à leur camp mais périrent dans l’incendie qui suivit le sac par les Germains. Vainqueur de Vitellius, Vespasien décida de réorganiser complètement l’armée du Rhin en créant de nouvelles légions et en amalgamant ce qui restait de certaines autres. Toutefois, les deux légions annihilées ne furent pas reconstituées.
On ignore quel était son emblème. Son cognomen, « Primagenia » est le même que celui de la XXIIe légion, créée en même temps qu’elle, mais est absent des inscriptions et très rarement utilisé dans les sources par des auteurs tels que Tacite ou Plutarque de Chéronée. On peut s’interroger sur le choix des numéros d’ordre si les deux légions furent créées au même moment. Une explication plausible serait que la XV Primigenia devait appuyer la Legio XIIII Gemina en Germanie supérieure alors que la XXII Primigenia devait appuyer la XXI Rapax à Xanten en Germanie inférieure.

## Histoire de la légion

### Sous l’empereur Caligula

Carte des peuples germaniques au Ier siècle après J.-C.

La Legio XV Primigenia, de même que la Legio XXII Primigenia, furent créées en 39 apr. J.-C. par l’empereur Caligula (r. 37-41) en vue de sa campagne en Germanie. Les deux légions franchirent les Alpes à l’automne 39 en direction du Rhin. Avec la Legio IIII Macedonica, elles devaient y renforcer les Legio XIIII Gemina et XVI Gallica . Les premiers affrontements eurent lieu contre les Chattes, peuple germanique ayant participé à l'insurrection menée par Arminius, laquelle s’était soldée par la perte des légions romaines de Varus lors de la bataille de Teutoburg en 9 apr. J.-C.. En 40, Caligula descendit le Rhin, faisant fortifier plusieurs camps sur son passage comme Pretorium Agrippinae (aujourd’hui Valkenburg aux Pays-Bas), Flevum (probablement aujourd’hui Velsen aux Pays-Bas) et Fectio (aujourd’hui Vechten aux Pays-Bas). C’est arrivé à Lugdunum (aujourd’hui Katwijk aux Pays-Bas), que se situe l’épisode rapporté par Suétone, pendant lequel l’empereur mit ses troupes en position le long de la mer et leur fit ramasser des coquillages dont ils emplirent leurs casques et leurs poches avant de faire ériger une tour en souvenir de sa victoire rappelant le phare d’Alexandrie. Si, selon les sources, les campagnes sur la rive droite du Rhin ne furent guère importantes, les fouilles archéologiques montrent que les combats furent violents et que nombre de légionnaires perdirent la vie au cours des affrontements. Après le retour de l’empereur à Rome, les combats devaient se poursuivre sur le Rhin. Le gouverneur de Germanie inférieure, Aulus Gabinius Secundus parvint à vaincre les Chattes et à reprendre les aigles des légions tombées aux mains des ennemis lors de la défaite de Teutoburg.
La Legio XV fut alors stationnée à Mogontiacum (aujourd’hui Mayence en Allemagne) où elle devait rester quatre ans. Une unité de cavalerie de la légion fut quant à elle stationnée, au moins temporairement, à Borbetomagus (aujourd’hui Worms en Allemagne)(Lendering (2002) "Legio XV Primigenia", para 4). 

### Sous l’empereur Claude

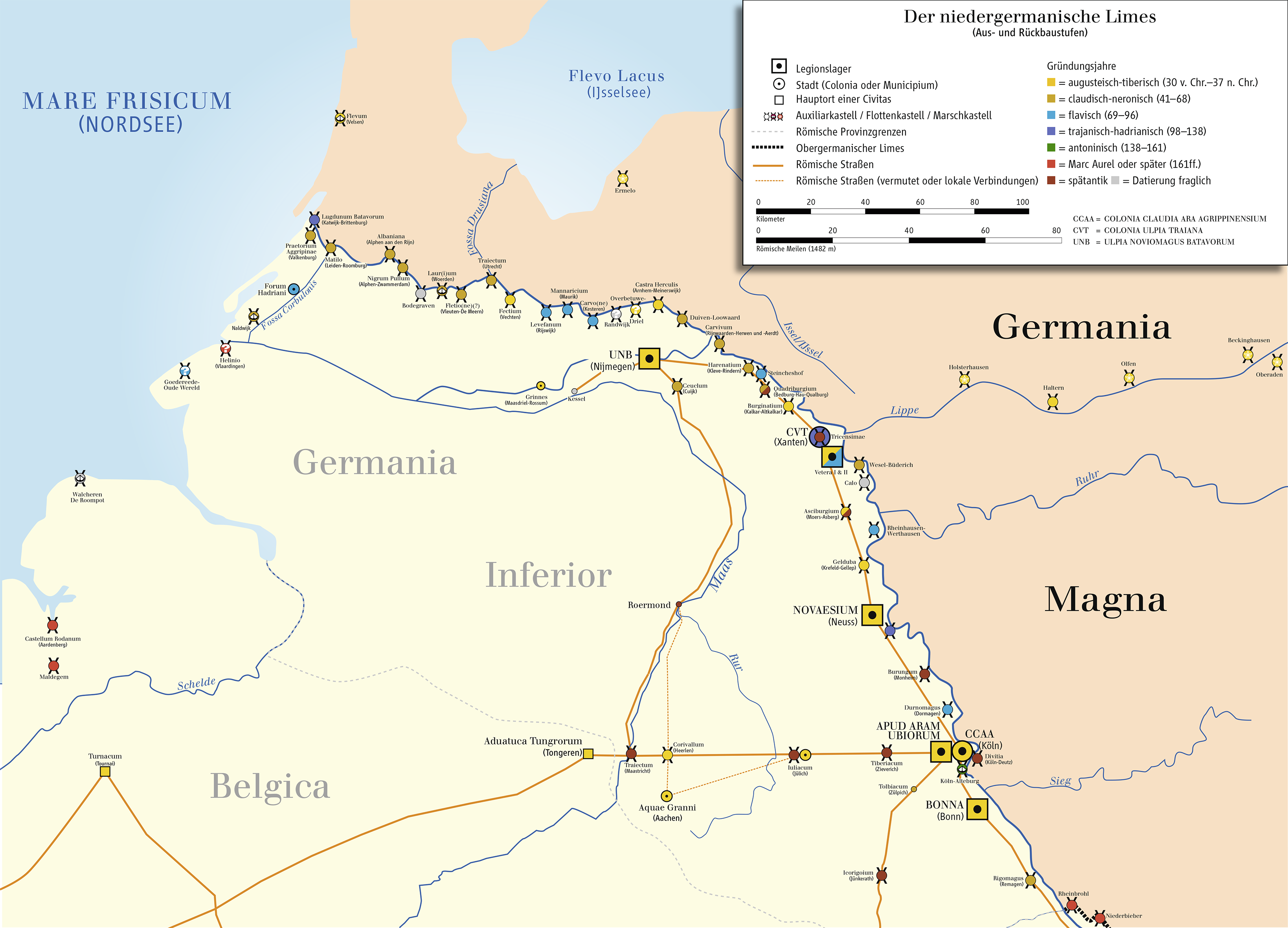
Emplacement du camp de Vetera sur le limes du Rhin inférieur.

Après que Caligula eut été renversé par les cohortes prétoriennes, l’empereur Claude (r. 41-54), en 43, envoya Aulus Plautius à la tête de quatre légions (Legio II Augusta, IX Hispana, XIIII Gemina et la XX Valeria Victrix) dans la province de Bretagne (actuelle Grande-Bretagne), prenant prétexte de l'appel à l'aide d'un allié local en difficulté. Ceci entraina un réaménagement des troupes de Germanie. La Legio XV Primagenia alla alors remplacer la Legio XXI Rapax à Vetera (aussi appelé Castra Vetera, aujourd’hui Xanten dans la province de Rhénanie-Palatinat en Allemagne) qui partageait le camp avec la Legio V Alaudae. On sait que, dans le camp reconstruit, la V Alaudae occupait la moitié est du camp et la XV Primigenia la moitié ouest. Ce camp abritait également un régiment de cavalerie  dont l’un des tribun, Pline l’Ancien, devait être l’auteur de l’encyclopédie « Histoire naturelle ». 
Avec l’extension de l’empire et la création d’un limes,  il devint nécessaire de loger des troupes de façon permanente sur la frontière. Le traditionnel camp de marche, en bois avec remblais de terre, fut remplacé par un camp de pierre dont la disposition reprenait celui des camps de marche. Xanten fut ainsi parmi les premiers à être « modernisé »,.  En 47, Claude nomma Cnaeus Domitius Corbulo commandant des armées de la Germanie inférieure; son camp était basé à Ara Ubiorum qui obtint en 50 le statut de colonie romaine et prit le nom de Colonia Claudia Ara Agrippinensium (aujourd’hui Cologne en Allemagne). À ce titre, Corbulo était responsable des légions V Alaudae et XV Primigenia stationnées à Xanten et dont le camp devait servir de base arrière pour les campagnes en Germanie et de base pour la flotte qui contrôlait le Rhin. La mission était importante pour l’extension de l’empire qui se heurtait aux manifestations violentes des tribus germaniques entre le Rhin et le Waal. Afin de renforcer le limes le général ordonna la construction d'un canal entre les rivières du Rhin et de la Meuse, allant de Matilo (aujourd’hui Leyde aux Pays-Bas) à la capitale des Cananefates (aujourd’hui Voorburg aux Pays-Bas).  Particulièrement utile à cette époque où les transferts de troupes du Rhin vers la province romaine de Bretagne étaient fréquents, le  « Fossa Corbulonis » ou canal de Corbulon  permettait de transporter le matériel de guerre et les matériaux nécessaires à l'érection des forts qui s’échelonneront le long du limes germanicus au premier siècle.

### Pendant l’Année des quatre empereurs  et le règne de Vespasien

La Gaule romaine et les peuples germains à l’est du Rhin vers 70 apr. J.-C.

Vers la fin du règne de Néron (r. 54-68), les complots et les alliances se multiplièrent au sein de la hiérarchie militaire pour mettre fin au régime. Au printemps 68, deux généraux se révoltèrent : Gaius Iulius Vindex, légat (gouverneur) de la province de Gaule lyonnaise et Servius Sulpicius Galba, légat d’Hispanie tarraconaise. L’armée de Germanie inférieure (Legio I Germanica, V Alaudae, XV Primigenia et XVI Gallica) décida de rester fidèle à l’empereur légitime et, marchant vers le sud, défit Vindex qui se suicida . Les légionnaires s’attendaient à être récompensés pour leur loyauté. Ils devaient être déçus, car Néron se suicida en juin 68 et Galba (r. juin 68-janv 69) avec la Legio VII marcha sur Rome où il fut reconnu empereur par le Sénat.  
Un des premiers gestes du nouvel empereur fut de nommer le général Aulus Vitellius à la tête des légions de Germanie inférieure. Moins d’un mois plus tard, le 2 janvier 69, les légionnaires de Cologne, mal disposés envers Galba, proclamèrent leur nouveau général « empereur ». Rapidement, Vitellius obtint l’appui des légions de Germanie supérieure, de la Bretagne, de Belgique, de la Lyonnaise, de l’Espagne et de la Rhétie. À Rome toutefois, Galba devint impopulaire et les prétoriens déçus proclamèrent Othon, ancien gouverneur de Lusitanie, empereur.  Galba se porta immédiatement à la rencontre des rebelles, mais il dut faire face à une troupe de cavalerie et, près du Forum Romanum, fut tué par un légionnaire de la Legio XV qui se trouvait sur place. Apprenant que Galba avait été assassiné et que la garde prétorienne avait acclamé Othon (r. janv-avr 69), Vitellius partagea ses légions en deux groupes. Il prit le commandement de l'un et envoya l'autre contre Othon . Les armées des deux prétendants se rencontrèrent lors de la première bataille de Bedriacum (près de Crémone en Italie) le 14 avril 69. Othon fut battu et, le 19 avril, le Sénat, reconnaissant le fait accompli, proclama Vitellius (r. avr.-déc. 69) empereur . Toutefois, celui-ci ne fut reconnu ni par les troupes d’Orient, ni par celles du Danube. Le Ier juillet, les troupes d’Égypte proclamèrent leur propre général, Vespasien, empereur; bientôt, les troupes de Mésie, de Pannonie et de Dalmatie se rallièrent à Vespasien et envahirent l’Italie par le nord. Les 24-25 octobre eut lieu la deuxième bataille de Bedriacum au cours de laquelle le général Marcus Antonius Primus, à la tête des légions du Danube s’emparèrent de Bedriacum et, le 20 décembre, prirent Rome. Le 20 ou le 21 décembre, Vespasien (r. 69-79) fut proclamé empereur par le Sénat. 

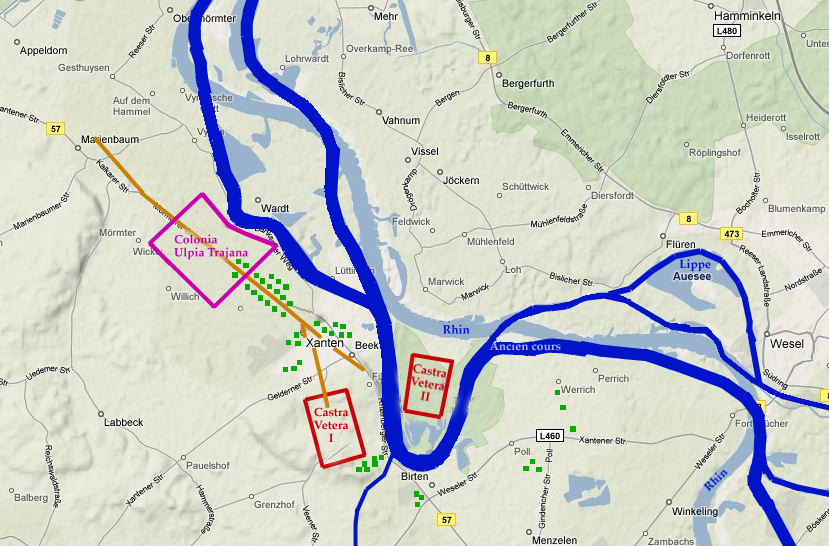
Près de l'actuelle ville de Xanten, les deux camps Castra Vetera I et II ainsi que de la colonie de Trajan: Colonia Ulpia Traiana.

Pendant ce temps, aux alentours de l’embouchure du Rhin, Caius Julius Civilis, prince batave qui avait servi à la tête d’une cohorte romaine pendant vingt-cinq ans, profitant du fait que la plupart des légions étaient engagées dans la guerre civile à Rome, prit la tête d’une rébellion qui regroupait Trévires, Lingons, Cananefates et Bataves. Son premier geste fut d’inciter les Cananefates à attaquer plusieurs fortifications romaines, incluant Trajectum (aujourd’hui Utrecht aux Pays-Bas). Marcus Hordeonius Flaccus, commandant des légions du Rhin, tenta de riposter, mais ses troupes furent défaites près d’Arnhem. 
Flaccus ordonna alors aux Legio XV Primagenia et V Alaudae de régler le problème. Accompagnées de trois unités auxiliaires et d’un escadron de cavalerie batave commandé par Claudius Labeo, un ennemi déclaré de Civilis, les légions firent face aux Bataves près de l’actuel Nimègue. Le résultat fut désastreux : le régiment batave abandonna ses alliés romains, les légions furent défaites et obligées de se retirer à leur camp de Castra Vetera . En septembre, Civilis entreprit le siège du camp qui abritait 5 000 légionnaires. Bien approvisionné et défendu, le camp maintenant en dur avec tours de garde et double fossé résista. La guerre civile se poursuivant à Rome, Flaccus décida de préparer une controffensive pour aller libérer les légions assiégées. Voyant ce qui se préparait, Civilis décida le 1er décembre de lancer une attaque surprise sur les Romains à Krefeld. L’armée romaine fut victorieuse et détruisit la cavalerie batave, mais ses pertes furent énormes.
Sachant que les Romains tenteraient de secourir Castra Vetera, Civilis fit alors mine d’attaquer Mogontiacum, principale forteresse romaine en Germanie supérieure. Des troupes de secours formées de soldats de la Legio XXII Primigenia, sous le commandement de Gaius Dillius Vocula furent en même temps dépêchées de Mogontiacum et rejoignirent à Novaesium (aujourd’hui Neuss en Allemagne) la Legio XVI Gallica, mais n’osèrent pas s’aventurer plus avant en territoire ennemi établissant leur campement à Gelduba (aujourd’hui Krefeld-Gellep). Flaccus se hâta d’aller à l’aide de Mogontiacum où l’on apprit la nouvelle de l’avènement de Vespasien. Conformément à la coutume, Flaccus décida de faire un « donativum » aux légionnaires. Mal lui en pris, car ceux-ci fidèles à Vitellius, exécutèrent leur commandant, ce geste étant mal interprété. Son principal lieutenant déserta, laissant l’armée sans chef. Civilis retourna immédiatement à Castra Vetera reprendre le siège. 
Au début 70, la situation était désespérée dans le camp où les légionnaires en étaient réduits à manger chevaux et mules pour survivre. Aussi, le commandant du camp, Munius Lupercus, décida-t-il de se rendre en mars. Civilis promit la vie sauve aux légionnaires à condition qu’ils abandonnent le camp y laissant leurs armes, leur artillerie et leur or aux mains des rebelles. Les légionnaires de la V Alaudae et de la XV Primigenia quittèrent alors le camp, mais huit kilomètres plus loin, tombèrent dans une embuscade tenue par les Germains et furent annihilées. Le commandant et ses principaux officiers furent réduits en esclavage et donnés à la prophétesse Veleda qui avait prédit la victoire des Bataves. Quelques légionnaires réussirent toutefois à s’échapper et à retourner à Vetera, mais ils périrent dans l’incendie qui suivit le sac du camp par les Germains,.
Plusieurs mois devaient s’écouler avant que Vespasien ne puisse nommer l’un de ses partisans de la première heure, Quintus Petillius Cerialis, commandant des forces romaines en Germanie inférieure. La mésentente s’étant répandue entre les différentes ethnies des troupes de Civilis, celui-ci ne put résister longtemps à Cerialis et dut finalement se rendre . 
Vespasien décida alors de réorganiser complètement les forces du Rhin et du Danube et de stabiliser la frontière par la construction d'un système défensif surveillant les peuplades barbares outre rhéno-danubiennes (Germains, Daces, Sarmates, Chattes). Deux nouvelles légions, la Legio IV Flavia Felix et la Legio XVI Flavia Firma, furent créées, portant à vingt-neuf le nombre total des légions dont vingt-sept furent cantonnées le long des frontières. Les légions XVI Gallica et IIII Macedonica qui protégeaient Mogontiacum furent renommées XVI Flavia Firma et III Flavia Felix; ce qui restait de la Legio I Germanica fut incorporée dans l’ancienne Legio VII de Galba d’où son nouveau nom de VII Gemina. Les légions V Alaudae et XV Primigenia toutefois ne furent pas reconstituées, .